# José Francisco de Isla

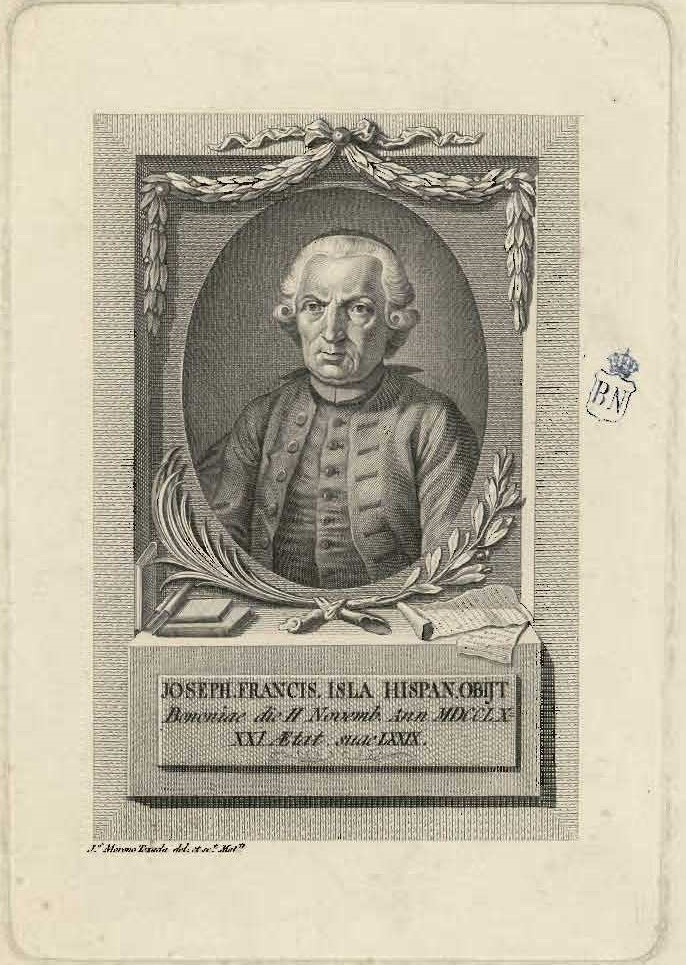
José Francisco de Isla

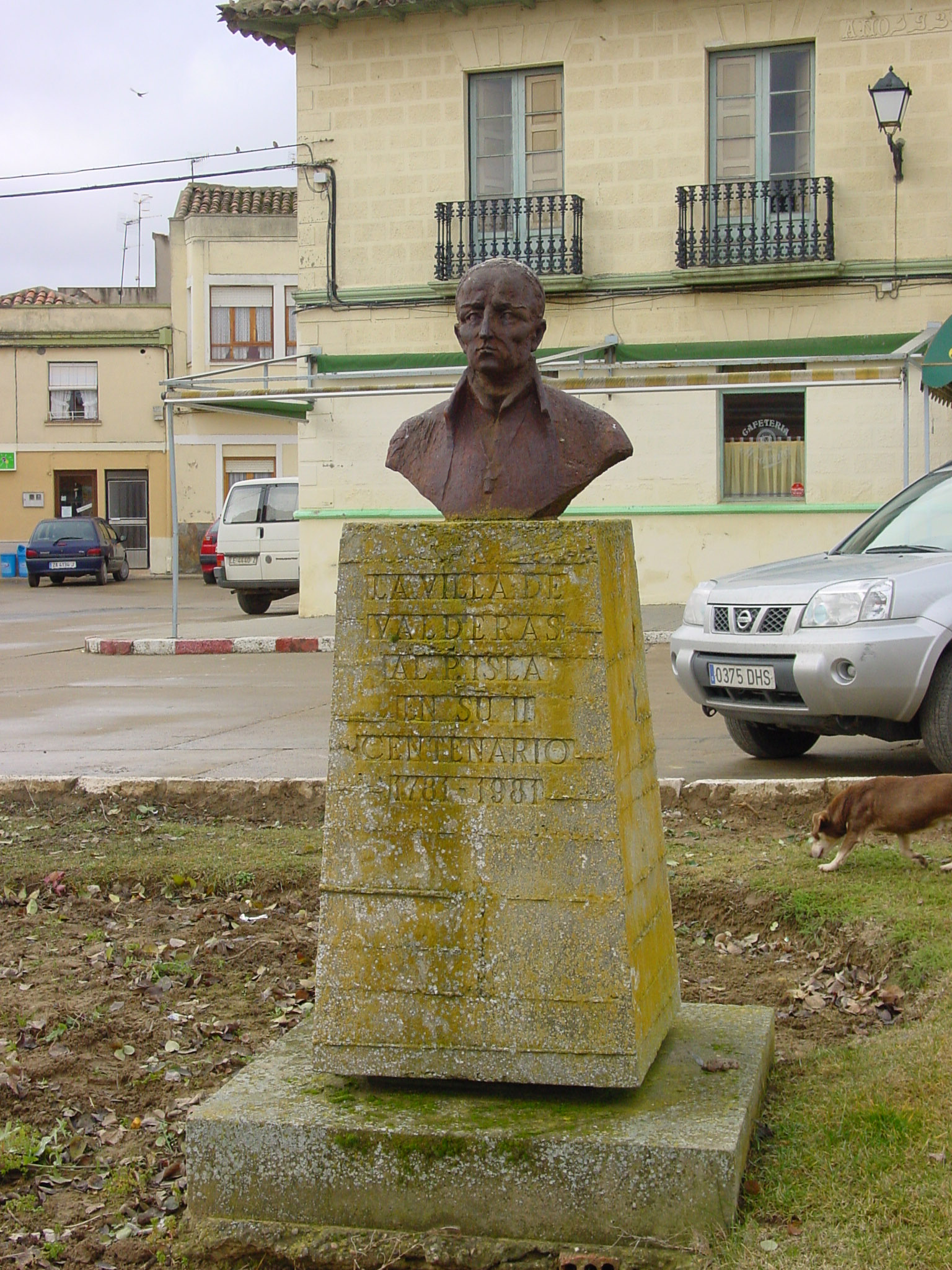
Büste de Islas, Valderas

José Francisco de Isla (* 24. April 1703 in Vidanes im Königreich León; † 2. November 1781 in Bologna) war ein spanischer Schriftsteller und Übersetzer, der in der Tradition des Miguel de Cervantes das Umfeld seiner spanischen Heimat als Satire behandelte und daher bei seinen Zeitgenossen sehr populär war.

## Werdegang
José Francisco de Isla erhielt eine gute Erziehung und trat mit 16 Jahren in den Jesuitenorden ein. Im Anschluss studierte er Philosophie und Theologie an der Universität Salamanca.
Seine ersten schriftstellerischen Versuche waren Übersetzungen aus dem Französischen. Als Satiriker machte er sich zuerst durch die kleine Schrift El dia grande de Navarra (Pamplona 1746) bekannt, in welcher er die von den Navarresen zur Feier der Thronbesteigung Ferdinands VI. angestellten pomphaften Festlichkeiten mit so feiner Ironie lächerlich machte, dass die Betroffenen die satirische Absicht anfangs gar nicht ahnten und dem Verfasser ihren Dank abstatten ließen.
Islas Hauptwerk ist der satirische Roman „Historia del famoso predicador Fray Gerundio de Campazas, alias Zotes“ (Madrid 1758, Bd. 1), welchen er unter dem falschen Namen Francisco Lobon de Salazar herausgab. Derselbe geißelt in der Manier des Don Quichotte die schlechte Kanzelberedsamkeit jener Zeit und machte gleich bei seinem Erscheinen außerordentliches Aufsehen, erweckte aber auch dem Verfasser so viele Feinde unter der Geistlichkeit, dass das Buch von der Inquisition verboten wurde.
Als 1767 die Jesuiten aus Spanien vertrieben wurden, begab sich de Isla nach Bologna und konnte erst von hier aus den Druck des 2. Bandes seines Romans außerhalb Spaniens unter dem falschen Druckort Campazas (1770) erwirken. Bald folgten trotz des Verbots der Inquisition verschiedene Ausgaben beider Teile, und seitdem wurde der „Fray Gerundio“ (später durch einen 3. Teil vermehrt) als eins der beliebtesten Bücher der neuern spanischen Literatur sehr häufig gedruckt (am besten Madr., 1804, 3 Bde.; das. 1813, 4 Bde.; Leipz. 1885, 2 Bde.) und auch in mehrere europäische Sprachen (engl. von Baretti, Lond. 1771; deutsch von Bertuch, Leipz. 1773) übersetzt.
Der Name des Helden ist in Spanien sprichwörtlich geworden, und der Roman erreichte gleich dem Don Quichotte seinen Zweck, indem er die schlechten Kanzelredner gänzlich in Misskredit brachte.
Isla starb am 2. November 1781 in Bologna.
Nach seinem Tod erschienen noch seine spanische Übersetzung des „Gil Blas“ (Madr. 1787, 4 Bde., u. öfter); „Cartas familiares“ (das. 1786–89; 2. Aufl. 1790, 6 Bde.), welche zu den besten Mustern des spanischen Briefstils gehören, und seine „Sermones“ (das. 1796, 6 Bde.). Außerdem hat man von ihm verschiedene kleinere, teils satirische, teils asketische Schriften erhalten. Sein literarischer Nachlass erschien unter dem Titel: „Rebusco de obras literarias, así en prosa como en verso“ (Madr. 1797, 2 Bde.). Mehreres unter seinem Namen Gedruckte ist nicht von ihm. Eine sehr gute Ausgabe seiner „Obras escogidas“, von P. Felipe Monlau besorgt, erschien als 15. Band der „Biblioteca de autores españoles“ (Madr. 1850).